# Magnus Quick
Magnus Quick, född 1957 i Ryd, är en svensk radiochef inom Sveriges radio, där han har arbetat sedan 1987. 2004-07-20 Quick började som nyhetschef på SR Kronoberg och blev där senare redaktionschef. Han blev därefter kanalchef vid SR Blekinge. Nästa steg var att 1999 arbeta på SR Malmö där han var bland annat redaktionschef och biträdande kanalchef. 1 september 2004 blev han kanalchef för SR Kristianstad. Hösten 2006 blev han kanalchef för SR Malmö. Tillsättningen ledde till viss facklig kritik. Hösten 2010 tillträdde han posten som områdeschef Syd inom Sveriges radio.
Quick har också varit journalist, sedan 1975, på Smålandsposten, Kronobergaren och Barometern.